# Friedrich Happel
Friedrich Happel (* 23. Mai 1825 in Arnsberg; † 5. Juli 1854 in Düsseldorf) war ein deutscher Maler der Düsseldorfer Schule.

## Leben

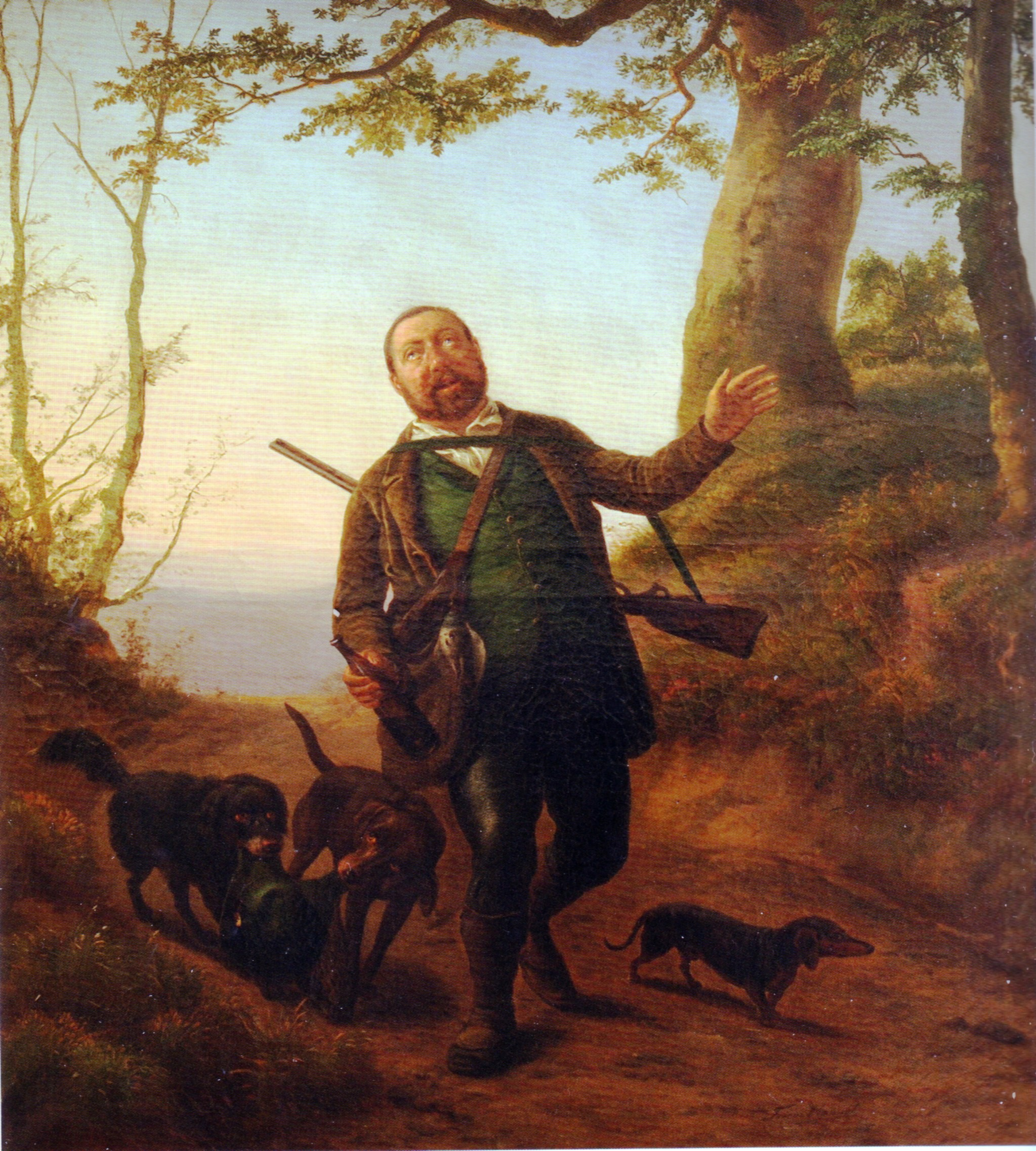
Fröhlicher Jäger kehrt von der Jagd heim, um 1850, Öl auf Leinwand, 90 × 81,5 cm

Happel war der Bruder des Landschaftsmalers Peter Heinrich Happel. Ab 1838 studierte er an der Düsseldorfer Kunstakademie. Wegen fehlender finanzieller Mittel musste er 1841 das Studium beenden. Er lebte längere Zeit als Gast der Familie der Freiherren von Fürstenberg auf Schloss Herdringen. Dort betrieb er intensive Naturstudien. Insbesondere widmete er, ein begeisterter Jäger und guter Schütze, sich dem Jagdwild. Er kehrte nach Düsseldorf zurück, wo er dem Künstlerverein Malkasten angehörte, und malte oft Bilder von Wildtieren. Besonders zahlreich sind die Bilder vom Leben der Füchse. Auch andere Tiere, totes Wild, Jagdstillleben wie auch Jagdszenen, malte er. Er fand innerhalb der Düsseldorfer Schule vor allem dadurch Beachtung, dass er sich neben Siegmund Lachenwitz als der erste Künstler dieser Gruppe dem Genre der Tier- und Jagdmalerei zuwandte. Vielfach abgebildet war als Teil seiner Genrebilder auch die Landschaft des Arnsberger Waldes. Er stellte auf zahlreichen Ausstellungen der 1840er Jahre und 1850er Jahre aus. Im Jahr 1848 erschien eine Mappe von Lithografien mit dem Titel „Jagd-Scenen“ in Arnsberg. In den Jahren 1852/1853 ließ sich der Schweizer Maler Pierre de Salis-Soglio von ihm ausbilden.

## Werke (Auswahl)
Illustrationen
- In: Sammlung von Original-Radirungen Düsseldorfer Künstler. – Düsseldorf: Schulgen, 1850. Digitalisierte Ausgabe der Universitäts- und Landesbibliothek Düsseldorf